# Seznam nesnovne kulturne dediščine Azerbajdžana
Unescov seznam nesnovne kulturne dediščine iz Azerbajdžana vključuje triindvajset elementov: enaindvajset od njih je bilo uvrščenih na »Reprezentativni seznam nesnovne kulturne dediščine človeštva«, dva (čovganska jahalna igra s karabaškim konjem in tradicionalni skupinski plesi Nahičevana – jali, kočari, tanzera) pa sta bila vključena na »Nesnovno Nujno varovana kulturna dediščina«. Noben primer iz Azerbajdžana ni bil vključen v Register dobrih praks varovanja. Azerbajdžanski mugam, prvi vzorec iz Azerbajdžana, ki je bil dodan na seznam nesnovne kulturne dediščine Unesca, je bil na seznam uvrščen leta 2008.
Pojem nesnovne kulturne dediščine ureja Konvencija o varovanju nesnovne kulturne dediščine, ki je bila sprejeta na 32. zasedanju Unesca v Parizu leta 2003 in je začela veljati leta 2006. Vpis novih elementov dediščine na Unescove sezname nesnovne kulturne dediščine določa s konvencijo ustanovljeni Medvladni odbor za varstvo nesnovne kulturne dediščine. Nesnovna kulturna dediščina po Unescu vključuje praznike, festivale, predstave, ustno izročilo, glasbo in ročna dela.
Elementi Unescove nesnovne kulturne dediščine, izbrani iz Azerbajdžana, so vključeni v kategorijo Evropa in Severna Amerika. Enajst elementov azerbajdžanske dediščine je edinstvenih za Azerbajdžan, dvanajst pa jih je večnacionalnih. Države s skupnimi vzorci večetnične dediščine so iz zahodne, srednje in južne Azije. Iran, Turčija in Kazahstan so države z največ primeri skupne dediščine z Azerbajdžanom.
Nekateri kulturni elementi so izključni za nekatere azerbajdžanske kraje (Nahčevan, Baskal, Lahic, Gojčaj, Šaki). Predvsem okrožje Ismaili je tisto z največ kulturnimi zakladi (baškalska keramika in lahijska bakrena umetnost).
Prvi element, azerbajdžanski mugam, je bil vključen na seznam leta 2008.

## Nesnovna kulturna dediščina človeštva
Legenda in domene:

### Reprezentativni seznam
| Naziv (leto) | D.             | Opis | Slika | Registracija | Registracija                                                                  |
| Naziv (leto) | D.             | Opis | Slika | UNESCO       | Nacionalni                                                                    |
| --- | -------------- | --- | ----- | ------------ | ----------------------------------------------------------------------------- |
| Azerbajdžanski mugham (2008)                                                                                                   | PA             | Mugam je klasična glasbena in pesniška umetnost Azerbajdžancev. Do 19. stoletja se je umetnost mugama razvijala v palačah fevdalcev, kasneje pa na literarnih in glasbenih srečanjih. Azerbajdžanski mugam trenutno vključuje sedem primarnih mugamov (Rast, Šur, Segah, Čahargah, Bajati-Širaz, Šuštar, Humajun in Kurd-Ovšari), pa tudi udarne mugame (Hejrati, Arazbari, Samaji-Šams, Mansurija, Mani, Ovšari, Hejdari, Kara (Mahur-Hindi, Orta Mahur, Bajati-Kadžar, Dughah). V Azerbajdžanu se mugamski trio, sestavljen iz izvajalcev tara, kamanče in gavala, običajno uporablja za spremljavo mugamskih predstav. Tasnif se lahko naredi pred ali po mughamu. Gazele sestavljajo večino besedil za klasifikacije, medtem ko se lahko uporabljajo tudi dvostihi, garajli, bajati in druga zlogovno utežena poezija. Klasifikacije pokrivajo teme, kot so ljubezenske pesmi, družbena vprašanja in azerbajdžanska kultura. Sorodne teme: sufizem, verske izkušnje itd. Biom: gore, urbani kraji Dejavniki tveganja: hitre družbeno-kulturne spremembe |       | 00039        | FM0300000001                                                                  |
| Umetnost azerbajdžanskega ašika (2009)                                                                                         | OT PA TC       | Umetnost ašik je nadaljevanje zgodovine ministrantov in je sinteza poezije, pripovedi, plesa in vokalno instrumentalne glasbe. V preteklosti so ašiki pisali pesmi v slogu epov, pravljic, lirskih in satiričnih pesmi o ljubezni, olepšavah, mojstrskih pesmih, mukhammah, dubeyt in dodagdymez, medtem ko so nastopali v čajnicah, karavanserajih in tržnicah. Glasba ašik se je razširila v regijah Gandža (severozahod, Tovuz, Gazah), Karabah in Nahčevan v Azerbajdžanu, pa tudi v regijah Saljan, Tabriz, Garadag, Maragha, Khoj in Urmia v Južnem Azerbajdžanu. Tarijel Mammadov omenja imena enajstih šol ašika: Gojče, Tovuz, Borčali, Gandža-Šamkir, Širvan, Karabah, Garadag, Tabriz, Urmija, Čildir in Derbent. Sorodne teme: Nomad, pripovedovanje zgodb itd. Dejavniki tveganja: Selitev iz vasi v mesta |       | 00253        | FM0100000001                                                                  |
| Navrouz, Novruz, Novrouz, Novrouz, Navrouz, Nauriz, Nooruz, Novruz, Navruz, Nevruz, Novruz, Navruz (2009) + )                  | KP OT PA SR TC | Praznovanje Novruz časti začetek novega leta in regeneracijo naravnega sveta. Kosa in Kekal sta najbolj znana junaka praznika. Med prazniki žonglerji prikazujejo svoje spretnosti in izvajajo različne predstave. Ljudje ponoči na ulicah zakurijo kresove in skačejo ob petju »Naj se v ogenj vlijejo moji boji in uspehi, v ognju naj zgori.« Ob praznikih doma pripravljajo pilav, šekerburo, baklavo in gogal. Med praznikom se borijo tudi z jajci in kalijo slad. Na mizo je postavljena praznična khonča, okrašena s svečami. Vsak naj praznik preživi doma z družino. Pred praznikom potekajo srede, poimenovane po štirih elementih. Sorodne teme: praznovanje novega leta, obred plodnosti itd. |       | 02097        | DB0102000001                                                                  |
| Tradicionalna umetnost tkanja preprog v Azerbajdžanu (2010)                                                                    | OT SR TC       | Skupine preprog iz Azerbajdžana vključujejo tiste iz Abšerona, Gandže, Gazaha, Širvana, Karabaha, Gube in Tabriza. Vzpon Safavidov na oblast v 16. stoletju je zaznamoval začetek neprimerljive popolnosti tkanja preprog in dvig industrijskega pomena v Azerbajdžanu. Glavna regija za proizvodnjo kavkaških preprog je bil Azerbajdžan, ideje in tkalsko znanje azerbajdžanskih tkalcev pa je bilo čutiti po vsem Kavkazu. Zapleteni geometrijski modeli, ki jih najdemo na preprogah Guba, Širvan in Gazah, ki prikazujejo shematične figure živali in ljudi, nameščene vzdolž iste osi v središču mnogokotnih ali zvezdastih medaljonov, so njihova značilnost. Karabaške preproge odlikujejo številne cvetlične motive in različni rastlinski okraski. Med geometrijskimi oblikami, ki jih vidimo na azerbajdžanskih preprogah, sta svastika, ki sega v zgodovinska verovanja politeizma, in osmerokotna zvezda, obdana z rombi in kvadrati. Kasneje se pod vplivom tabriške kulture v drugih šolah pojavijo elementi rastlinskega sveta. Sorodne teme: Azerbajdžanska mitologija, naravna barvila itd. Biomi: Agroekosistem |       | 00389        | SD0100000001                                                                  |
| Umetnost izdelave in izvajanja tar, strunskega glasbila z dolgim vratom (2012)                                                 | PA TC          | Tar je glavno glasbilo mugamskih trizvokov v azerbajdžanskih folklornih orkestrih in ansamblih in je igral pomembno vlogo pri oblikovanju kulturne identitete Azerbajdžancev. Tar je v Azerbajdžanu priljubljen že od 18. stoletja. Azerbajdžanski tar je v 19. stoletju ustvaril Mirza Sadik in je hitro pridobil popularnost v Iranu, Azerbajdžanu, Armeniji, Gruziji in čez nekaj časa v Dagestanu, Turčiji, Turkmenistanu, Tadžikistanu in Uzbekistanu. Skledičasti del tara je izdelan iz murvinega lesa, ročaj je iz orehovega lesa, vzglavje pa iz hruškovega lesa. Umetnost izdelovanja tara se pogosto prenaša na družinske člane, ki delajo kot vajenci. Trenutno je v Bakuju in okolici države veliko takih mojstrov. Biomi: pašniki, gore |       | 00671        | ST0803000001                                                                  |
| Tradicionalna umetnost in simbolika Kelaghajija, izdelovanje in nošenje ženskih svilenih rut (2014)                            | KP SR TC       | Kalagaji je kvadratno pokrivalo, tkano iz svilene niti, ki pripada ženskam v Azerbajdžanu. Umetnost izdelave kalaghajija, katerega izvor sega v tradicijo ob Veliki svilni poti, se razvija v mestih Šaki in Basgal. Ta postopek vključuje tkanje blaga, barvanje in dekoracijo z lesenimi kalupi. Ker se umetnost izdelovanja kalagajija prenaša v družini, ima vsaka družina svoje značilnosti in okraske. Barva buč ima simbolni pomen in naj bo primerna za poroke, pogrebe, dnevne aktivnosti in udeležbo na dogodkih. Geografski kazalci: jalkhi ispirak kelagaji, duvag kelagaji, Heirati kelagaji, 7-barvni kelagaji, Abasali kelagaji Sorodne teme: tisk ilustracij, naravna barvila itd. Biomi: agroekosistem, gora |       | 00669        | SD0302000001                                                                  |
| Bakrena obrt Lahıca (2015) | KP SR TC       | Naselje Lahıc je že dolgo znano po bakrorezništvu, posodju in okraševanju orožja. Lahicska namizna posoda se je razširila na Kavkazu, v Perziji in Mali Aziji. Razvoj bakrovaštva v Lahicu je vplival na strukturo naselja in vsakdanje življenje prebivalcev ter privedel do razvoja okoli štiridesetih vrst obrti in pomožnih področij v 19. stoletju. Konec 19. stoletja je uvoz poceni ruskih izdelkov povzročil zmanjšanje števila bakrenih delavnic. Toda kljub temu so se tradicije te vrste obrti ohranile do danes. Sorodne teme: graviranje, pohištvo itd. Biomi: gorski, urbani kraji |       | 00675        | ST0702000001                                                                  |
| Kultura priprave in deljenja somunov: Lavaš, Katirma, Jupka, Jufka (2016) +                                                    | KP OT SR       | Lavaš je ena najpogostejših vrst kruha v Azerbajdžanu. Beseda lavash se uporablja v pomenu 'tanek kruh'. Ta vrsta kruha se peče na tavi. Ko se nevesta vrne domov po poroki v regiji Sabirabad, tašča vrže nevestin lavaš na rame: "Blagoslovi pridi v to hišo s tabo, naj ti padejo noge." Po žalovanju v Novkhaniju, včasih kulče, postrežejo lavaš s halvo. V Erzurumu, ob upoštevanju dejstva, da lavaš pripravljajo tudi v Azerbajdžanu, se uporablja izraz acem kruh (turško acem ekmeği). Sorodne teme: nomad, obred plodnosti, spomin na mrtve itd. Biomi: Agroekosistem, urbana mesta |       | 01181        | ST0901000002                                                                  |
| Tradicija izdelave in deljenja dolm, označevalec kulturne identitete (2017)                                                    | KP SR          | Obstajajo različne vrste azerbajdžanske dolme glede na material, v katerega je zavito mleto meso (nadev iz listov, polnjena kislica, zeljni zavitek, nadev iz jajčevcev, nadev iz trpotca), pa tudi glede na lastnosti pripravljenega nadeva (lažni nadev, čudoviti nadev itd.). V Azerbajdžanu je dolma razdeljena na dve skupini: listi in nadev. Listni nadev naredimo tako, da nadev zavijemo v različne liste zelenjave. V ta namen se uporabljajo listi vinske trte, pa tudi listi murve, trpotec, peške (arašidi), zikh (kislica), kutine in listi zelja. Nadevane cmoke naredimo tako, da z nadevom napolnimo zelenjavo ali sadje. Paradižnik, paprika, jajčevec, jabolko, kutina, boraga, kumare, čebula itd. Nanaša se na vrste nadeva. Poleg tega je nadev dolmana nadev iz bučk (narejen iz bučk, polnjenih z nadevom), nadev iz gob (nadev iz sira in nadrobljenega kruha), nadev iz kutin (nadev iz mesa, kutine, kostanja, soli in zelišč), nadev iz kumar, krompirjev nadev, čebulni nadev, čeprav obstajajo vrste, so značilne za določene regije. Geografske označbe: polnjene z limono, polnjene suhe, polnjene z beljaki, polnjene z olivami, polnjene kire, polnjene z orehi, polnjene z jabolki, polnjene ribe, polnjene pešk, polnjene gube Sorodne teme: gostinstvo, porazdelitev dela po spolu itd. Biomi: agroekosistem, gore, urbana mesta                                                |       | 01188        | ST0902040001                                                                  |
| Umetnost izdelave in igranja s Kamantčeh/Kamanča, glasbilom s strunami (2017) +                                                | PA TC          | Kamančeh je glavni element azerbajdžanske klasične glasbe in azerbajdžanske ljudske glasbe. Umetnost igranja kamanče igra pomembno vlogo na družabnih in kulturnih srečanjih. Glede na Encyclopædia Iranica se je azerbajdžanska glasbena umetnost izvajala tudi v drugih regijah Kavkaza, zlasti med Armenci, ki so obvladali sistem mugama in glasbila s strunami, kot sta tar in kamančah. Sorodne teme: epska poezija, gostoljubje itd. Biomi: agroekosistem, urbana mesta |       | 01286        | ST0803000002                                                                  |
| Dediščina Dede Qorqud/Korkyt Ata/Dede Korkut, epska kultura, ljudske pripovedi in glasba (2018) +                              | OT PA SR       | Saga o Dedeju Gorgudu govori o vojnah »proti nevernikom« v kavkaških deželah, ki so jih zavzeli Oghuz Bahadirji. Čeprav izvira iz Srednje Azije, je nastala na ozemlju Azerbajdžana, kjer so Oguzi gosto naseljeni. Zadnja oblika sage je bila napisana v 15. stoletju na ozemlju sodobnega Azerbajdžana. Ep je v dresdenskem rokopisu napisan v azerbajdžanščini in v vatikanski kopiji v anatolski turščini. Ob meji so fantastični motivi azerbajdžanskih pravljic. Tema sage Dede Gorgud je bila uporabljena v azerbajdžanski literaturi, gledališču in kinematografiji. Leta 2018 je bila tretja kopija epa Dede Gorgud napisana v narečju Južnega Azerbajdžana, zlasti Tabriza. Spada v 17.–18. stoletje. Sorodne teme: nomad, mitologija Azerbajdžana itd. Biomi: agroekosistem, gore |       | 01399        | FL0104010003                                                                  |
| Nar Bajrami, tradicionalni praznik granatnega jabolka in kultura (2020)                                                        | KP OT PA SR TC | Dan granatnega jabolka je praznik, ki praznuje tradicionalno uporabo in simbolni pomen izdelka granatnega jabolka v okrožju Gojčaj vsako leto od oktobra do novembra. Gojenje granatnega jabolka ni le vir navdiha za kulinarično umetnost, ampak tudi za rokodelstvo, dekorativno umetnost, legende, pripovedništvo in druga ustvarjalna področja. Tako granatno jabolko kot sam praznik imata različne kulturne in družbene funkcije, od tradicionalne hrane do poezije. Simbolično je granatno jabolko povezano z dolgotrajno plodnostjo in obiljem ter velja za vir energije. V azerbajdžanskih legendah je granatno jabolko simbol ljubezni in želje. Praznik granatnega jabolka so v Moskvi praznovali na pobudo kulturne avtonomije moskovskih Azerbajdžanov. Sorodne teme: miti, pripovedovanje zgodb itd. Biomi: agroekosistem, gora |       | 01511        |                                                                               |
| Umetnost miniature (2020) + | KP TC          | Sredi 15. stoletja se je pojavil 'turkmenski' slog tabriške miniaturne šole, ki je bil razširjen na ozemlju držav Kara Kojunlu in kasneje Ak Kojunlu. Številni miniaturni primeri tega sloga se niso pojavili le v Tabrizu, ampak tudi v nekaterih srednjeveških mestih na ozemlju sodobnega Azerbajdžana, v Šamakiju, glavnem mestu države Širvanšah (rokopis antologije Šamakija, 1468, Britanski muzej, London). V srednjem veku je bila knjižna ilustracija tradicionalna umetnost v Azerbajdžanu. Slavni miniaturisti 19. stoletja, Avazali Mughani (Kalila in Dimna, 1809), Mirza Aligulu (Šahname, 1850), Najafgulu Šamakhili (Yusuf in Zulaikha, 1887) so nadaljevali to umetnost. Knjižne miniature umetnika Mira Mohsena Navaba so dosegle naš čas. Najbolj znanih med njimi je pet miniatur, ki jih je naslikal leta 1864 za Bahr ul-hazan ('Morje žalosti'). Miniaturna umetnost se je nadaljevala v obdobju Sovjetske zveze in osamosvojitve. Sorodne teme: tehnologija umiranja, rokopisi itd. |       | 01598        | SV0400000001                                                                  |
| Kultura Pehlevanlik: tradicionalne igre zorkhana, šport in rokoborba (2022)                                                    | PA SR TC       | V drugi polovici 18. stoletja so imeli vsi azerbajdžanski kanati rokoborce, ki so jih običajni ljudje imenovali dragi. Igre, ki jih izvajajo rokoborci, vključujejo predstave z rokami (igra s prsmi, pobiranje določenih predmetov s tal z zobmi ipd.), jekba, ki se igra s kamni puduk, in elementi plesa na struni. Za Iranom je Azerbajdžan drugo mesto, kjer se nasilje širi. V Azerbajdžanu je zorkhana niz zapletenih iger (»igra sino« ali »boj z meči«, »igra mil«, »nogo«, »kebbada« ali »gosli«, »metanje sangi-kamena«, »kolo« ali »tanduvr«, »borba« ali »rokoborba«). Ena najstarejših zoorkhaneh v Azerbajdžanu je Icherisheher zoorkhaneh v Bakuju iz 15. stoletja. Od 19. stoletja so bili zapori zgrajeni v mestih Gandža, Šuša, Šeki, Nahčevan in Širvan. Sčasoma je zorkhana izgubila status šole, kjer so poučevali vojaške metode, in je dobila ceremonialni značaj. V nacionalni rokoborbi Azerbajdžana je zelo razširjeno držanje za noge in hlače, dovoljeni pa so triki palice, kavelj, mlin in met. Za ogrevanje pred borbo se rokoborca pozdravita in se s plesnimi koraki odpravita na nasprotni strani blazine. Hkrati izvajajo gibe rok: ena roka gre najprej navzgor, nato navzdol, druga najprej navzdol, nato navzgor, nato pa se gibi obrnejo. Po sodnikovem žvižgu se borba začne in tekmovalci se pozdravijo na sredini blazine. Bitka poteka ob spremljavi trobente in bobnov. |       | 01703        | DA0104000004 FO0105000003 FO0105000002 FO0105000005 FO0105000006 FO0105000004 |
| Kultura Çay (čaj), simbol identitete, gostoljubnosti in družbene interakcije (2022) + (glej tudi: Azerbajdžanska kultura čaja) | KP OT SR TC    | Azerbajdžan velja za tradicionalno državo pitja čaja na Kavkazu. Tradicija je, da se pred glavnim obrokom na mizo prinese čaj. K čaju postrežemo marmelado, sladkor ali sladkarije. T Čaj velja za simbol gostoljubja in spoštovanja do gosta. V vsakem bivališču v Azerbajdžanu je vedno čajnica. Tam ljudje razpravljajo o dogajanju, berejo časopise in igrajo backgammon. |       | 01685        | DB0201000001                                                                  |
| Pripovedovalsko izročilo Nasreddin Hodja/ Molla Nesreddin/ Molla Ependi/ Apendi/ Afendi Kozhanasyr Anekdote (2022) +           | OT PA SR       | Anekdote Molle Nasreddina so v Azerbajdžanu poznane že vrsto let in so jih zapisovali od 19. stoletja. Satirično revijo Molla Nəsrəddin so izdajali azerbajdžanski pisatelji v letih 1906–1932. Po tradiciji v Azerbajdžanu mora oseba, ki omeni ime Molle Nasreddina, povedati njegovih sedem anekdot, tisti, ki ga poslušajo, pa morajo to storiti še naprej. |       | 01705        | FL0108020001                                                                  |
| Gojenje sviloprejk in tradicionalna proizvodnja svile za tkanje (2022) +                                                       | KP OT SR TC    | Industrija svile je v Azerbajdžanu obstajala že od antičnih časov. Širvan je bil najpomembnejše središče proizvodnje svile v Azerbajdžanu. Prebivalstvo Šamakija, Basgala, Gandže, Šekija in Šuše se je ukvarjalo s svilarstvom. |       | 01890        | DA0104000012 SD0700000001                                                     |
| Rokodelstvo in uprizoritvena umetnost balaban/mej (2023) +                                                                     | KP PA SR TC    | Balaban se uporablja tako v ašik glasbi kot v mugamski umetnosti. Po mnenju muzikologa Gubada Gasimova je bilo pihalno glasbilo iz kosti, ki ga lahko štejemo za prototip sodobnega balabana, odkrito na ozemlju Mingačevirja v 1. stoletju pred našim štetjem. Med glasbo, ki jo je leta 1977 v vesolje poslala ladja Voyager 1, je bil vključen tudi azerbajdžanski mugam v izvedbi balabana. |       | 01704        | ST0802000004                                                                  |
| Izdelava intarzije iz biserne matice (2023) +                                                                                  | KP TC          | Metoda 'rezbarjenja' se uporablja v umetnosti intarzije. Metoda intarzije se uporablja za okraševanje glasbil v poklicih, kot sta saz in tar. Glasbila, kot so tar, saz, kamanča, tamburin, boben, bodala in različna gospodinjska oprema, ki so jo izdelali azerbajdžanski obrtniki, so razstavljeni v domačih in tujih muzejih. |       | 01874        | DA0104000054                                                                  |
| Iftar/Eftari/Iftar/Iftor in njegove družbeno-kulturne tradicije (2023) +                                                       | KP OT PA SR    | |       | 01984        |                                                                               |
| Umetnost iluminacije: Təžib/Tažib/Zarhalkori/Težip/Nakošlik (2023) +                                                           | KP TC          | |       | 01981        |                                                                               |
| Tandirska obrt in peka kruha v Azerbajdžanu (2024)                                                                             | TC SR          | |       | 02120        |                                                                               |

### Seznam nesnovne kulturne dediščine, ki jo je treba nujno zavarovati
| Naziv (datum)                                                               | D.       | Opis | Slika | Registracija | Registracija                           |
| Naziv (datum)                                                               | D.       | Opis | Slika | UNESCO       | Nacionalno                             |
| --------------------------------------------------------------------------- | -------- | --- | ----- | ------------ | -------------------------------------- |
| Čovkan, tradicionalna karabaška jahalna igra v Republiki Azerbajdžan (2013) | SR       | Čovkan (ali čovgan) je nacionalni šport v Azerbajdžanu. Upodobitev fragmentov igre čovgan na skledi, najdeni v Orangali, kaže, da je ta igra obstajala v Bejlaganu (okrožje Bejlagan) v 11. stoletju. V delu Nizamija Ganjavija Khosrov in Shirin in v epu Kitabi-Dada Gorgud najdemo snežni vihar. Od leta 1960 so v Azerbajdžanu tekmovanja v snežnem metežu potekala najprej demonstracijsko, nato pa uradno. Sorodne teme: igre jahanja, nomad itd. Biomi: agroekosistem, gore Dejavniki tveganja: konflikti, upad zanimanja mladih, nezadostna finančna sredstva, izguba relevantnosti, materialno pomanjkanje, hitre gospodarske spremembe, represivne politike, ruralno-urbana migracija                                                                  |       | 00905        | FO0101000002                           |
| Jali (Kočari, Tenzere), tradicionalni skupinski plesi Nahčevana (2018)      | OT PA SR | Jali je azerbajdžanski ples, ki se izvaja v skupini. Azerbajdžanski raziskovalec M.K.Allahverdiyev deli grivne plese v dve skupini. Prva skupina vključuje nomadske, kazı-kazı, çop-çoğu, druga skupina pa vključuje urfanı, tənzərə, dönə. Nomadski ples odraža elemente pastirske igre. V zvezi s totemizmom v nomadski koreografiji gibi in navade živali kažejo na arhaičnost plesa. Ker je ples tanzare koreografsko enostavnejši od nošerija, ga pogosteje igrajo ob zabavi (poroke, ljudski obredi). Ples spremljajo trobente in bobni. Sorodne teme: igre, pantomimičar Biomi: agroekosistem, suha območja, gore Dejavniki tveganja: konflikti, upad izvajalcev, izguba pomena, neuporaba, upad repertoarja, selitev s podeželja v mesta, teatralizacija |       | 01190        | FM0401000001 FM0401020006 FM0401020002 |